# سهل القاع
سهل القاع هو سهل يقع في منطقة جنوب سيناء بالقرب من منطقة طور سيناء تبلغ مساحته نحو 200 ألف فدان صالحة للزراعة، ويتوافر بها العديد من آبار المياه، وبه العديد من المزارع النموذجية ويصب به وادى حبران، وهي منطقة تتميز  بوجود مساحات صالحة للزراعة وعدد من آبار المياه الجوفية